# IJzer
IJzer (niderl.), Yser (fr.) – rzeka w północnej Francji (departament Nord) i zachodniej Belgii (prowincja Flandria Zachodnia), uchodząca do Morza Północnego.
Źródło rzeki znajduje się na terenie francuskiej gminy Buysscheure. Do granicy belgijskiej rzeka płynie w kierunku wschodnim, następnie szerokim łukiem skręca na północ, uchodząc do morza na terenie miasta Nieuwpoort. Po stronie belgijskiej rzekę otaczają poldery oraz rozległa sieć kanałów. Lokanaal łączy rzekę z miastem Veurne, a IJzerkanaal z Ieper.
Długość rzeki wynosi 78 km (30 km na terytorium Francji, 48 km w Belgii), a powierzchnia jej dorzecza blisko 1100 km².
Podczas I wojny światowej, w październiku 1914 nad rzeką rozegrała się bitwa, w następstwie której zatrzymana została niemiecka ofensywa na zachód. W końcowej fazie bitwy wojska belgijskie otworzyły śluzy w Nieuwpoort, dokonując zalania znajdującej się poniżej poziomu morza równiny rozciągającej się do miasta Diksmuide. Do zakończenia wojny obszar na zachód od rzeki, stanowiący niewielki skrawek belgijskiego terytorium, pozostał poza okupacją niemiecką.